# Valkeinen (sjö i Taivalkoski, Norra Österbotten, Finland, vid Koitila)
Valkeinen eller Valkeisenlampi är en sjö i Finland. Den ligger i kommunen Taivalkoski i landskapet Norra Österbotten, i den nordöstra delen av landet, 600 km norr om huvudstaden Helsingfors. Valkeinen ligger 227,8 meter över havet. Arean är 43,6 hektar och strandlinjen är 3,66 kilometer lång. Sjön  ingår i Ijo älvs huvudavrinningsområde. 